# Bristol Scout
Il Bristol Scout fu un aereo monoposto, monomotore e biplano, sviluppato dall'azienda aeronautica britannica British and Colonial Aircraft Co. Ltd, (dal 1920 Bristol Aeroplane Company) nei primi anni dieci del XX secolo.
Inizialmente destinato al mercato dell'aviazione civile da diporto e sportiva, come aereo da competizione, grazie alle sue caratteristiche allo scoppio della prima guerra mondiale venne adottato dall'aviazione militare britannica, inizialmente nel ruolo di aereo scout non armato e successivamente, dotato di mitragliatrice, come aereo da caccia-ricognitore nella prima parte del conflitto, venendo progressivamente migliorato in numerose varianti che differivano principalmente per il gruppo motoelica dalla potenza sempre maggiore fino a che, superato nelle prestazioni dai velivoli avversari, venne relegato a compiti di seconda linea.
Il modello è noto per essere stato utilizzato per la prima volta nella sperimentazione del concetto di caccia parassita, velivolo abbinato ad un aereo madre che lo trasportava passivamente fino al suo rilascio per aumentare, come velivolo composito, le sue capacità offensive e difensive.
Charles Gordon Bell vi ottiene cinque vittorie nel No. 10 Squadron RFC, Harold Medlicott tre ed Albert Ball una.

## Utilizzatori
Australia
- Australian Flying Corps

 Grecia
- Polemikó Nautikó

 Regno Unito
- Royal Flying Corps
- Royal Naval Air Service